# National Association for the Advancement of Colored People
De National Association for the Advancement of Colored People (NAACP) is een van de oudste burgerrechtenbewegingen in de Verenigde Staten en een drijvende kracht in de bredere Afro-Amerikaanse burgerrechtenbeweging. De organisatie werd in 1909 opgericht ten behoeve van Afro-Amerikaanse burgers.
Het hoofdkwartier van de NAACP bevindt zich in Baltimore, Maryland, en er zijn regionale kantoren in Californië, New York, Michigan, Missouri, Georgia en Texas. Elke van deze regionale kantoren houdt zich bezig met de activiteiten van de organisatie in de desbetreffende en omringende staten.

## Geschiedenis

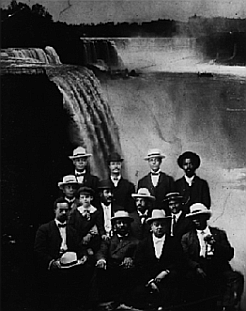
Een aantal leden van de Niagara Movement.

In 1905 kwamen 32 prominente Afro-Amerikanen,  onder leiding van William DuBois, samen om de problemen van "gekleurden" en mogelijke oplossingen hiervoor te bespreken. Vanwege de rassenscheiding in hotels kwamen de 32 bij elkaar in een hotel aan de Canadese zijde van de Niagarawatervallen; daarom werden ze ook wel de Niagara Movement genoemd. Een jaar later sloten drie blanken zich bij de groep aan: William Walling, een journalist, en de maatschappelijk werkers Mary White Ovington en Henry Moscowitz. Om het kapitaal en dus de mogelijkheden van de groep uit te breiden, werd aan zestig prominente Amerikanen gevraagd zich aan te sluiten. Er werd een conferentie geregeld die plaats zou vinden op 12 februari 1909 (de honderdste verjaardag van Abraham Lincoln); hoewel de ontmoeting pas ruim drie maanden later plaatshad, wordt deze datum vaak aangehaald als datum van oprichting van de NAACP.
Op 30 mei 1909 kwam de Niagara Movement samen in New York. Tijdens deze vergadering werd het National Negro Committee, met veertig leden, opgericht. Onder de aanwezigen was ook de burgerrechten-activiste Ida Wells. In 1910 werd de naam van de organisatie veranderd in de National Association for the Advancement of Colored People.
De NAACP gebruikt vooral rechtszaken om maatregelen af te dwingen die gelijkheid tussen zwarten en blanken waarborgden. In 1954 won de organisatie in naam van zwarte scholieren uit vier verschillende staten een rechtszaak voor het Federaal Hooggerechtshof, waardoor rassenscheiding op openbare scholen afgeschaft werd.

## Chronologie

### 1909 - 1941
- 1909: Op 12 februari wordt het National Negro Committee opgericht. Onder de oprichters zijn Ida Wells, William DuBois en William Walling.
- 1910: De NAACP begint rechtszaken te voeren in de Pink Franklin-zaak, om een zwarte boerenknecht te helpen, die een politieagent had gedood toen deze laatste om drie uur 's nachts zijn huis inbrak om hem te arresteren voor een overtreding.
- 1913: De NAACP demonstreert tegen de beslissing van president Woodrow Wilson om rassenscheiding officieel in de federale overheid te introduceren.
- 1914: Professor Emeritus Spingarn van de Columbia University wordt voorzitter van de NAACP, en rekruteert een aantal belangrijke joodse leiders voor de organisatie.
- 1915: De NAACP organiseert een nationaal protest tegen D.W. Griffiths racistische stomme film Birth of a Nation.
- 1917: In de zaak Buchanan v. Warley beslist het Federale Hooggerechtshof van de Verenigde Staten dat staten Afro-Amerikaanse burgers niet kunnen dwingen in andere wijken te gaan wonen dan blanken. Ook won de NAACP een rechtszaak waardoor zwarten officier in het leger konden worden.
- 1918: Nadat de NAACP druk op hem had uitgeoefend, verklaard President Wilson een tegenstander van lynchen te zijn.
- 1919: De NAACP stuurt een afgezant naar Arkansas, waar in oktober tweehonderd zwarte boeren waren vermoord. De organisatie zorgt voor advocaten voor vijftig zwarten die de volgende maand in een door blanken overheerste rechtszaak berecht werden.
- 1920: De jaarlijkse conferentie van de NAACP wordt gehouden in Atlanta, Georgia, om de Ku Klux Klan een hak te zetten.
- 1922: In nationale kranten verschijnen advertenties van de NAACP waarin feiten over lynchen worden gepresenteerd.
- 1930: Na protest van de NAACP wordt kandidaat John Parker geen rechter van het Federale Hooggerechtshof, omdat hij discriminerende wetten goedkeurde.
- 1935: Charles Houston en Thurgood Marshall, twee advocaten van de NAACP, winnen een proces waardoor de rechten-faculteit van de Universiteit van Maryland een zwarte student moest toelaten.
- 1939: Nadat de Dochters van de Amerikaanse Revolutie een  zwarte zangeres verbieden op te treden in hun hoofdkwartier, verplaatst de NAACP haar concert naar het Lincoln Memorial, waar ze 75.000 toeschouwers trekt.
- 1941: Tijdens de Tweede Wereldoorlog ondernam de NAACP actie om er zeker van te zijn dat president Franklin Roosevelt een niet-discriminerend beleid zou voeren in de oorlogsindustrie.

### 1950 - 1990
- 1954: De NAACP wint de rechtszaak Brown v. Board of Education, waardoor rassenscheiding op openbare scholen illegaal wordt.
- 1955: Burgerrechten-activiste en NAACP-lid Rosa Parks weigert haar zitplaats in een bus in Montgomery, Alabama af te staan aan een blanke mede-passagier en legt daarmee de basis voor de publieke afkeer van de segregatie in de Verenigde Staten.
- 1960: In Greensboro, North Carolina houden jeugdige leden van de NAACP geweldloze protesten in gescheiden kantines. De demonstraties leiden tot de desegregatie van meer dan zestig winkels.
- 1963: Na een massale demonstratie voor gelijke rechten voor zwarten wordt de een adviseur van de NAACP, Medgar Evers, voor zijn huis in Jackson (Mississippi) vermoord.
- 1963: De NAACP lobbyt voor het aannemen van de Equal Employment Opportunity Act.
- 1964: Het Federale Hooggerechtshof beslist dat de staat Alabama de activiteiten van de NAACP niet mag verbieden.
- 1965: De NAACP verwelkomt haar 80 000e lid.
- 1983: Meer dan 850 000 zwarte stemgerechtigden laten zich registreren op aandringen van de NAACP. Ook beslist het Federale Hooggerechtshof in een zaak die de universiteit had aangespannen dat president Ronald Reagan geen belastingverlichting mag geven aan de gesegregeerde Bob Jones Universiteit.
- 1985: De NAACP organiseert een grote anti-apartheidsdemonstratie in New York.
- 1989: Veel leden van de NAACP lopen mee in een stille tocht van 100.000 mensen om te demonstreren tegen beslissingen van het Hooggerechtshof die een aantal eerdere vonnissen tegen discriminatie hadden teruggedraaid.

### 1990 en verder
- 1991: Toen Ku Klux Klan-leider David Duke zich in Louisiana beschikbaar stelde als senator, riep de NAACP zwarten op zich te laten registreren. Uiteindelijk was er een opkomst van 76 procent onder de zwarte stemgerechtigden, waardoor Duke niet gekozen werd.
- 1995: De weduwe van de vermoorde Medgar Evers, Myrlie Evers-Williams, wordt lid van het bestuur van de NAACP.
- 1996: Kweisi Mfume verlaat het Huis van Afgevaardigden om directeur van de NAACP te worden.
- 2000: Onder andere dankzij acties van de NAACP is er bij de presidentsverkiezingen de hoogste opkomst onder zwarte stemmers ooit.
- 2000: Op 17 januari protesteren meer dan vijftigduizend mensen een protestmars van de NAACP in Columbia (South Carolina) voor gelijke rechten.